# Girl: Come Out
Girl: Come Out – singel Skin (pobocznego projektu Michaela Giry i Jarboe, liderów amerykańskiego zespołu Swans) z albumu Blood, Women, Roses, wydany w 1987 przez Product Inc. Niektóre utwory dołączono do wersji CD tej płyty.
Singel zawiera remiksy „Come Out”, autorami tego utworu są Michael Gira i Jarboe. Autorami utworu „The Man I Love” z 1924 są George Gershwin (muzyka) i Ira Gershwin (tekst).

## Lista utworów
Wersja 7":
| Nr | Tytuł utworu                               | Długość |
| -- | ------------------------------------------ | ------- |
| 1. | „Girl: Come Out” (Remixed by Rico Conning) | 3:45    |
| 2. | „The Man I Love” (Live)                    | 3:51    |
|    |                                            | 7:36    |

Wersja 12":
| Nr | Tytuł utworu                                             | Długość |
| -- | -------------------------------------------------------- | ------- |
| 1. | „Girl: Come Out” (Remixed by Rico Conning)               | 5:45    |
| 2. | „Girl: Come Out Dub” (Remixed by Rico Conning & M. Gira) | 6:35    |
| 3. | „The Man I Love” (Live)                                  | 3:51    |
|    |                                                          | 16:11   |

## Twórcy
- Jarboe – śpiew, dźwięki, fortepian, instrumenty klawiszowe
- Michael Gira – dźwięki, programowanie perkusji

Udział gościnny:
- William Barnhardt – fortepian w „The Man I Love”